# NGC 7279
NGC 7279 (również PGC 68896) – galaktyka spiralna z poprzeczką (SBc), znajdująca się w gwiazdozbiorze Ryby Południowej. Odkrył ją John Herschel 23 września 1834 roku.